# Ängelby
Ängelby  est une série télévisée suédoise en douze épisodes de 44 minutes créée par Johan Kindblom et Tomas Tivemark et diffusée entre le 28 septembre et le 14 décembre 2015 sur SVT 1.
Cette série est inédite dans tous les pays francophones.

## Distribution
- Mia Skäringer (sv) : Vera Fors
- Göran Ragnerstam (sv) : Torsten Huzell
- Amanda Ooms : Britt-Louise Vogel
- Joel Spira : Amos Poe
- Michaela Thorsén (sv) : Viveka Wallström
- Örjan Landström (sv) : John Wallin
- Gunilla Johansson (sv) : Martha Wallin
- Anna Bjelkerud (sv) : Lärarinnan Eva Lindgren
- Jonas Sjöqvist : Jakob Medin
- Pär Luttropp (sv) : Markus

## Épisodes
Les épisodes, sans titre, sont numérotés de un à douze.